# Asesinatos del parque Paturis
Los asesinatos del parque Paturis fueron 13 asesinatos en serie de hombres gays producidos entre febrero de 2007 y agosto de 2008 en Brasil. Los asesinatos tuvieron lugar en el Parque dos Paturis en Carapicuíba, en el área metropolitana de São Paulo, perpetrados por un asesino que cuando aún era desconocido se le apodó el Maniaco del Arcoiris.

## Asesinatos e investigación
Los asesinatos se produjeron entre febrero de 2007 y agosto de 2008 en el parque. Las víctimas fueron todas hombres homosexuales de edades entre los 20 y 40 años. A todos menos a uno se les disparó con un arma del calibre 38, once de ellos recibieron tiros en la cabeza y el otro murió a patadas en la cabeza. La última víctima recibió doce balazos. Según la prensa brasileña el parque es un área de cruising y prostitución. La policía apodó al asesino como el «maniaco del arcoíris», en referencia a la bandera gay.
Agentes del departamento de seguridad del estado de São Paulo afirmaron que el asesino podría ser un agente de la policía del estado. En 2008 se realizaron pruebas para determinar si los crímenes fueron cometidos con la misma arma.

## Sospechoso arrestado
El 10 de diciembre de 2008 la policía arrestó y apartó del servicio a un sargento de la policía del estado, Jairo Francisco Franco, que según las declaraciones de un testigo estaba implicado en el asesinato del 19 de agosto. El testigo afirmó haber visto a Franco disparar a un hombre gay negro doce veces aquella noche. Otro testigo dijo a la policía que Franco visitaba a menudo el parque buscando entre los gais.
El 23 de agosto de 2011, Jairo Francisco Franco fue puesto en libertad tras el juicio, en el que fue declarado no culpable por 4 votos a 2.